# خارگیل تیزبرگ
خارگیل تیزبرگ (نام علمی: Durio acutifolius) نام یک گونه از سرده خارگیل است.